# Blaustern-Antillenkolibri
Der Blaustern-Antillenkolibri (Eulampis holosericeus), gelegentlich Doktorvogel oder auch Brustbandkolibri genannt, ist eine Vogelart aus der Familie der Kolibris (Trochilidae), die auf Puerto Rico, den Kleinen Antillen und Grenada vorkommt. Der Bestand wird von der IUCN als „nicht gefährdet“ (least concern) eingeschätzt.

## Merkmale
Der Blaustern-Antillenkolibri  erreicht eine Körperlänge von etwa 11 bis 12,5 cm bei einem Gewicht der Männchen von 5,6 bis 7,8 g und der Weibchen von 5 bis 6,1 g. Der schwarze, leicht gebogene Schnabel des Männchens ist mittellang. Die Oberseite ist metallisch bronzegrün, die Oberschwanzdecken blaugrün. Der Backenbereich, das Kinn und die Kehle sind metallisch grün. Die Mitte der Brust ist violettblau, die Unterschwanzdecken metallisch blau. Der abgerundete Schwanz ist dunkel blau gefärbt. Weibchen ähneln den Männchen, haben aber einen längeren und gebogeneren Schnabel. Immature Blaustern-Antillenkolibris wirken im Aussehen ähnlich wie die Weibchen, jedoch haben die Kopffedern braune Fransen.

## Verhalten und Ernährung
Der Blaustern-Antillenkolibri bezieht seinen Nektar von Blüten und Gestrüpp und kleinen Bäumen in Höhen von ein bis zwei Metern über dem Boden. Zu den Pflanzen, die er anfliegt gehört z. B. Leonotis neptifolia aus der Familie der Lippenblütler. Gelegentlich verhält er sich territorial an Wandelröschen- und Brutblätterbüschen. Außerdem gehören Insekten, die er im Flug fängt, zu seiner Nahrung oder kleine Spinnen, die er sich aus den Spinnweben holt. Während einer Studie auf Dominica im Mai und Juni wurde festgestellt, dass er Gliederfüßer in der Luft in Höhen von vier bis acht Metern über dem Boden erbeutet. Nur gelegentlich sammelt er diese von Zweigen ab.

## Fortpflanzung
Die Brutsaison ist von Februar bis Mai. Das Nest ist ein kompakter Kelch, der in Höhen zwischen ein und vier Metern in Bäumen und Büschen gebaut wird. Es wird sattelartig auf Zweigen gebaut und an der Außenseite mit Rinde und Flechten getarnt. Innen ist es mit weichen Fasern, Samen und Teilen von Kakteen und Baumfarnen ausgeschmückt. Das Gelege besteht aus zwei weißen Eiern, die ca. 15,1 bis 15,3 × 9,1 bis 9,3 mm groß sind und ausschließlich vom Weibchen ausgebrütet werden. Die Brutdauer beträgt 17 bis 19 Tage, wobei die Jungvögel nach dem Schlüpfen 20 bis 22 Tage lang Nesthocker sind. Die Küken sind fleischfarben und haben am Rücken zwei Streifen. Die Jungvögel bleiben nach dem Verlassen des Nestes drei bis vier Wochen in der Nähe der Mutter. Meist gibt es nur eine Brut pro Saison. Die allererste Brut erfolgt im zweiten Lebensjahr der Vögel. Es existiert ein Bericht, der beschrieb, wie ein Grauer Königstyrann (Tyrannus dominicensis (Gmelin, JF, 1788)) das Nest entweder eines Blaustern-Antillenkolibris oder eines Purpurkehlkolibris (Eulampis jugularis (Linnaeus, 1766)) plünderte.

## Lautäußerungen
Der Gesang beinhaltet ein kurzes tsip und scharfes tschup, das der Blaustern-Antillenkolibri schnell von sich gibt, wenn er aufgeregt ist.

## Verbreitung und Lebensraum

Verbreitungsgebiet des Blaustern-Antillenkolibris

Der Blaustern-Antillenkolibri bevorzugt offene Sekundärvegetation, Küstenbereiche mit Coccoloba, vom Menschen bearbeitete Gebiete, Parks, gemischte laubwechselnde Waldungen, Mangroven und Regenwälder in allen Höhenlagen. Am häufigsten ist er in Höhenlagen von Meeresspiegel bis 500 Meter anzutreffen.

## Migration
Vereinzelte Blaustern-Antillenkolibris ziehen von Juni bis September an die Waldränder in höheren Höhenlagen um 800 bis 1000 Meter.

## Unterarten
Es sind zwei Unterarten bekannt:
- Eulampis holosericeus holosericeus (Linnaeus, 1758)[3] – die Nominatform kommt auf Puerto Rico und den meisten Inseln der Kleinen Antillen vor.
- Eulampis holosericeus chlorolaemus Gould, 1857[4][A 1] kommt auf Grenada vor. Diese Unterart ist an der Kehle dunkler grün als die Nominatform. Der tief violettblaue Fleck in der Mitte der Brust ist breiter.[1]

## Etymologie und Forschungsgeschichte
Die Erstbeschreibung des Blaustern-Antillenkolibris erfolgte 1758 durch Carl von Linné unter dem wissenschaftlichen Namen Trochilus holosericeus. Als Verbreitungsgebiet gab er generell Amerika an. Im Jahr 1831 führte Friedrich Boie den neuen Gattungsnamen Eulampis ein. Dieser Name setzt sich aus den griechischen Wörtern εὖ eu für „gut, schön“ und λαμπάς – λαμπετάω lámpas – lampetáō für „Licht, Sonne – leuchten“ zusammen. Der Artname holosericeus ist ein griechisches Wortgebilde aus ὅλος hólos für „vollständig, komplett“ und σηρικός, σηρικόν sērikós, sērikón für „seiden, Seide“. Chlorolaemus ist ein griechisches Wortgebilde aus χλωρός chlōrós für „grün“ und λαιμός laimós für „Kehle“.